# Vînnîkî, Drohobîci
Vînnîkî (în ucraineană Винники) este un sat în comuna Urij din raionul Drohobîci, regiunea Liov, Ucraina.

## Demografie
Componența lingvistică a localității Vînnîkî
     Ucraineană (99,75%)
     Alte limbi (0,25%)
Conform recensământului din 2001, majoritatea populației localității Vînnîkî era vorbitoare de ucraineană (99,75%), existând în minoritate și vorbitori de alte limbi.